# Bat Out of Hell II: Back into Hell
Bat Out of Hell II: Back into Hell (englisch für: „Fledermaus aus der Hölle II: Zurück in die Hölle“) ist das sechste Studioalbum des US-amerikanischen Rocksängers Meat Loaf. Es erschien 1993.

## Hintergrund und Erfolg
Alle Lieder wurden von Jim Steinman geschrieben und produziert; die meisten stammen bereits aus dessen früheren Projekten.
Das Artwork wurde von Michael Whelan entworfen und basiert auf dem Frontcover von Bat Out of Hell, das von Richard Corben stammt.

## Titelliste
1. I’d Do Anything for Love (But I Won’t Do That) – 12:00
2. Life Is a Lemon and I Want My Money Back – 8:00
3. Rock & Roll Dreams Come Through – 5:50
4. It Just Won’t Quit – 7:21
5. Out of the Frying Pan (And into the Fire) – 7:24
6. Objects in the Rear View Mirror May Appear Closer Than They Are – 10:15
7. Wasted Youth – 2:41
8. Everything Louder Than Everything Else – 7:59
9. Good Girls Go to Heaven (Bad Girls Go Everywhere) – 6:53
10. Back into Hell – 2:46
11. Lost Boys and Golden Girls – 4:29

## Mitwirkende
- Meat Loaf – Gesang, Backing Vocal
- Pat Thrall – Gitarre, Schlagzeug
- Tim Pierce – Gitarre
- Dave Gellis – Gitarre
- Eddie Martinez – Gitarre
- Steve Buslowe – E-Bass, Schlagzeug
- Roy Bittan – Klavier, Keyboard
- Bill Payne – Klavier
- Paul Jacobs – Klavier
- Mark Alexander – Klavier
- Dominic Chichetti – Keyboard
- Jeff Bova – Synthesizer, Programming, Orgel
- Kenny Aronoff – Schlagzeug
- Jimmy Bralower – Schlagzeug
- Rick Marotta – Schlagzeug
- John Miceli – Schlagzeug
- Justin Meagher – Dudelsack, Schlagzeug
- Brian Meagher – Dudelsack, Schlagzeug
- Chuck Burgi – Schlagzeug
- Lenny Pickett – Saxophon
- Lorraine Crosby - “Mrs Loud” – Duettpartnerin bei I’d Do Anything for Love
- Jim Steinman – Stimme bei Wasted Youth, Backing Vocal
- Robert Coron – Gesang
- Brett Cullen – Gesang
- Rory Dodd – Gesang
- Stuart Emerson – Gesang
- Ellen Foley – Gesang
- Amy Goff – Gesang
- Elaine Goff – Gesang
- Max Haskett – Gesang
- Curtis King – Gesang
- Michelle Little – Gesang
- Gunnar Nelson – Gesang
- Matthew Nelson – Gesang
- Todd Rundgren – Gesang
- Kasim Sulton – Gesang
- Eric Troyer – Gesang

## Singleauskopplungen
Die Singleauskopplung I’d Do Anything for Love (But I Won’t Do That) wurde ein weltweiter Nummer-eins-Hit. Es hielt sich in Großbritannien sieben Wochen auf Platz eins und wurde dort die meistverkaufte Single des Jahres. Gleichzeitig veröffentlichte Meat Loaf Bat Out of Hell nach 1979 zum zweiten Mal als Single, die ebenfalls in die dortigen Top 10 kam. Meat Loaf blieb damit bis zu den Manic Street Preachers im Jahr 2001 der letzte Künstler, der zwei Top-10-Singles gleichzeitig in den britischen Charts hatte.
Singles in den Charts

| Jahr | Titel                                                           | Höchstplatzierung, Gesamtwochen, AuszeichnungChartplatzierungen (Jahr, Titel, , Platzierungen, Wochen, Auszeichnungen, Anmerkungen) | Höchstplatzierung, Gesamtwochen, AuszeichnungChartplatzierungen (Jahr, Titel, , Platzierungen, Wochen, Auszeichnungen, Anmerkungen) | Höchstplatzierung, Gesamtwochen, AuszeichnungChartplatzierungen (Jahr, Titel, , Platzierungen, Wochen, Auszeichnungen, Anmerkungen) | Höchstplatzierung, Gesamtwochen, AuszeichnungChartplatzierungen (Jahr, Titel, , Platzierungen, Wochen, Auszeichnungen, Anmerkungen) | Höchstplatzierung, Gesamtwochen, AuszeichnungChartplatzierungen (Jahr, Titel, , Platzierungen, Wochen, Auszeichnungen, Anmerkungen) | Anmerkungen                                                    |
| Jahr | Titel                                                           | DE | AT | CH | UK | US | Anmerkungen                                                    |
| ---- | --------------------------------------------------------------- | --- | --- | --- | --- | --- | -------------------------------------------------------------- |
| 1993 | I’d Do Anything for Love (But I Won’t Do That)                  | DE1 Platin · (27 Wo.)DE | AT1 Platin · (19 Wo.)AT | CH1 Gold · (25 Wo.)CH | UK1 Platin · (19 Wo.)UK | US1 Platin · (44 Wo.)US | Erstveröffentlichung: 27. September 1993 Verkäufe: + 2.300.000 |
| 1994 | Rock and Roll Dreams Come Through                               | DE26 (16 Wo.)DE | AT17 (8 Wo.)AT | — | UK11 (8 Wo.)UK | US13 (20 Wo.)US | Erstveröffentlichung: 18. Januar 1994                          |
| 1994 | Objects in the Rear View Mirror May Appear Closer Than They Are | DE90 (2 Wo.)DE | — | — | UK26 (4 Wo.)UK | US38 (11 Wo.)US | Erstveröffentlichung: 25. April 1994                           |

## Kommerzieller Erfolg

### Chartplatzierungen
Bat Out of Hell II: Back into Hell avancierte zum weltweiten Nummer-eins-Album, darunter Australien, Deutschland, Neuseeland, die Niederlande, Österreich, Schweden, die Schweiz, die Vereinigte Staaten oder auch dem Vereinigten Königreich.
| ChartsChartplatzierungen       | Höchstplatzierung | Wochen |
| ------------------------------ | ----------------- | ------ |
| Deutschland (GfK)              | 1 (50 Wo.)        | 50     |
| Österreich (Ö3)                | 1 (31 Wo.)        | 31     |
| Schweiz (IFPI)                 | 1 (38 Wo.)        | 38     |
| Vereinigte Staaten (Billboard) | 1 (56 Wo.)        | 56     |
| Vereinigtes Königreich (OCC)   | 1 (68 Wo.)        | 68     |

| ChartsJahrescharts (1993) | Platzierung |
| ------------------------- | ----------- |
| Deutschland (GfK)         | 15          |
| Schweiz (IFPI)            | 32          |

| ChartsJahrescharts (1994) | Platzierung |
| ------------------------- | ----------- |
| Deutschland (GfK)         | 8           |
| Österreich (Ö3)           | 16          |
| Schweiz (IFPI)            | 16          |

### Auszeichnungen für Musikverkäufe
Bat Out of Hell II: Back into Hell bekam weltweit eine Goldene und 35 Platin-Schallplatten für über 9,3 Millionen verkaufte Einheiten. Es ist damit Meat Loafs zweitmeistverkaufte Veröffentlichung nach Bat Out of Hell (43 Millionen). In Deutschland verkaufte sich das Album laut Schallplattenauszeichnungen über eine Million Mal, womit es zu den meistverkauften Musikalben des Landes der 1990er-Jahre zählt.
| Land/Region                  | Auszeichnungen für Musikverkäufe (Land/Region, Auszeichnung, Verkäufe) | Verkäufe    |
| ---------------------------- | ---------------------------------------------------------------------- | ----------- |
| Australien (ARIA)            | 4× Platin                                                              | 280.000     |
| Deutschland (BVMI)           | 2× Platin                                                              | 1.000.000   |
| Europa (IFPI)                | Platin                                                                 | (1.000.000) |
| Kanada (MC)                  | 9× Platin                                                              | 900.000     |
| Neuseeland (RMNZ)            | 4× Platin                                                              | 60.000      |
| Niederlande (NVPI)           | Platin                                                                 | 100.000     |
| Österreich (IFPI)            | Platin                                                                 | 50.000      |
| Schweden (IFPI)              | Platin                                                                 | 100.000     |
| Schweiz (IFPI)               | Platin                                                                 | 50.000      |
| Spanien (Promusicae)         | Gold                                                                   | 50.000      |
| Vereinigte Staaten (RIAA)    | 5× Platin                                                              | 5.000.000   |
| Vereinigtes Königreich (BPI) | 6× Platin                                                              | 1.800.000   |
| Insgesamt                    | 1× Gold · 35× Platin ·                                                 | 9.390.000   |

Hauptartikel: Meat Loaf/Auszeichnungen für Musikverkäufe